# Raffaele Di Gennaro
Raffaele Di Gennaro (Dogana, 3 oktober 1993) is een Italiaans voetballer die als doelman speelt. Hij wordt door Internazionale uitgeleend aan US Latina Calcio.

## Clubcarrière
Di Gennaro is afkomstig uit de jeugdopleiding van Internazionale. Tijdens het seizoen 2013/14 werd hij uitgeleend aan AS Cittadella. 
Op 24 augustus 2013 debuteerde hij in de Serie B tegen Spezia Calcio 1906. De doelman hield twaalf clean sheets in negenendertig competitiewedstrijden voor AS Cittadella. In 2014 werd hij voor twee seizoenen uitgeleend aan US Latina Calcio. Op 4 oktober 2014 debuteerde hij voor zijn nieuwe club tegen Trapani Calcio.  In zijn eerste seizoen in het shirt van Latina speelde hij achtentwintig competitieduels.

## Interlandcarrière
Di Gennaro kwam in 2013 driemaal uit voor Italië –20.